# Georg von Békésy
Georg von Békésy (en húngaro: Békésy György) (Budapest, 3 de junio de 1899-Honolulú, 13 de junio de 1972) fue un biofísico, ingeniero y médico húngaro nacionalizado estadounidense.
En 1961, fue galardonado con el Premio Nobel de Fisiología o Medicina por su investigación de la función de la cóclea en el órgano auditivo de los mamíferos. La decisión del comité del Premio fue controvertida desde el comienzo, y las investigaciones después de tres décadas revelaron que las principales conclusiones de Békésy eran parcialmente incorrectas.

## Biografía
Békésy nació en Budapest, Hungría, hijo del diplomático Alexander von Békésy y su esposa Paula. Fue a la escuela en Budapest, Estambul, Múnich, y Zúrich. Estudió química en Berna y recibió su PhD de la Universidad de Budapest en 1926.
Durante la Segunda Guerra Mundial, Békésy trabajó en la oficina de correos de Hungría, donde hizo sus investigaciones y trabajó en telecomunicaciones de 1923 a 1946. Esta investigación condujo su interés a investigar el oído. En 1946, dejó Hungría y siguió la línea de su investigación al Instituto Karolinska en Suecia.
En 1947, se fue a Estados Unidos, trabajando en el Laboratorio de Psicoacústica de la Universidad de Harvard hasta 1966, donde estudia los mecanismos de la audición humana y descubre procesos que se llevan a cabo en el interior del oído interno. Se convirtió en profesor de la Universidad de Hawái en 1966 y murió en Honolulú.

## Eponimia
- El cráter lunar Von Békésy lleva este nombre en su memoria.[6]